# Erisipela
Erisipela (do grego antigo ἐρυσίπελας, «pele vermelha»)  é uma infecção bacteriana cutânea (tipo piodermite) causada, principalmente, pelo Streptococcus β-hemolítico do grupo A. Outras causas menos frequentes são Streptococos β-hemolítico dos grupos C e G e Staphylococcus aureus. 
Sintomaticamente, pauta-se pelo enrubescimento doloroso e edemaciado da pele, acompanhado de febre, mal-estar e outros sintomas gerais.

## Nomes comuns
Dá ainda pelos seguintes nomes populares: zipla (grafado zipra no Brasil) e fogo-de-Santo-António. No Brasil, dá ainda pelo nome regional esipra, que, a par de «zipla» e «zipra», se trata de uma corruptela de erisipela.  

## Causa

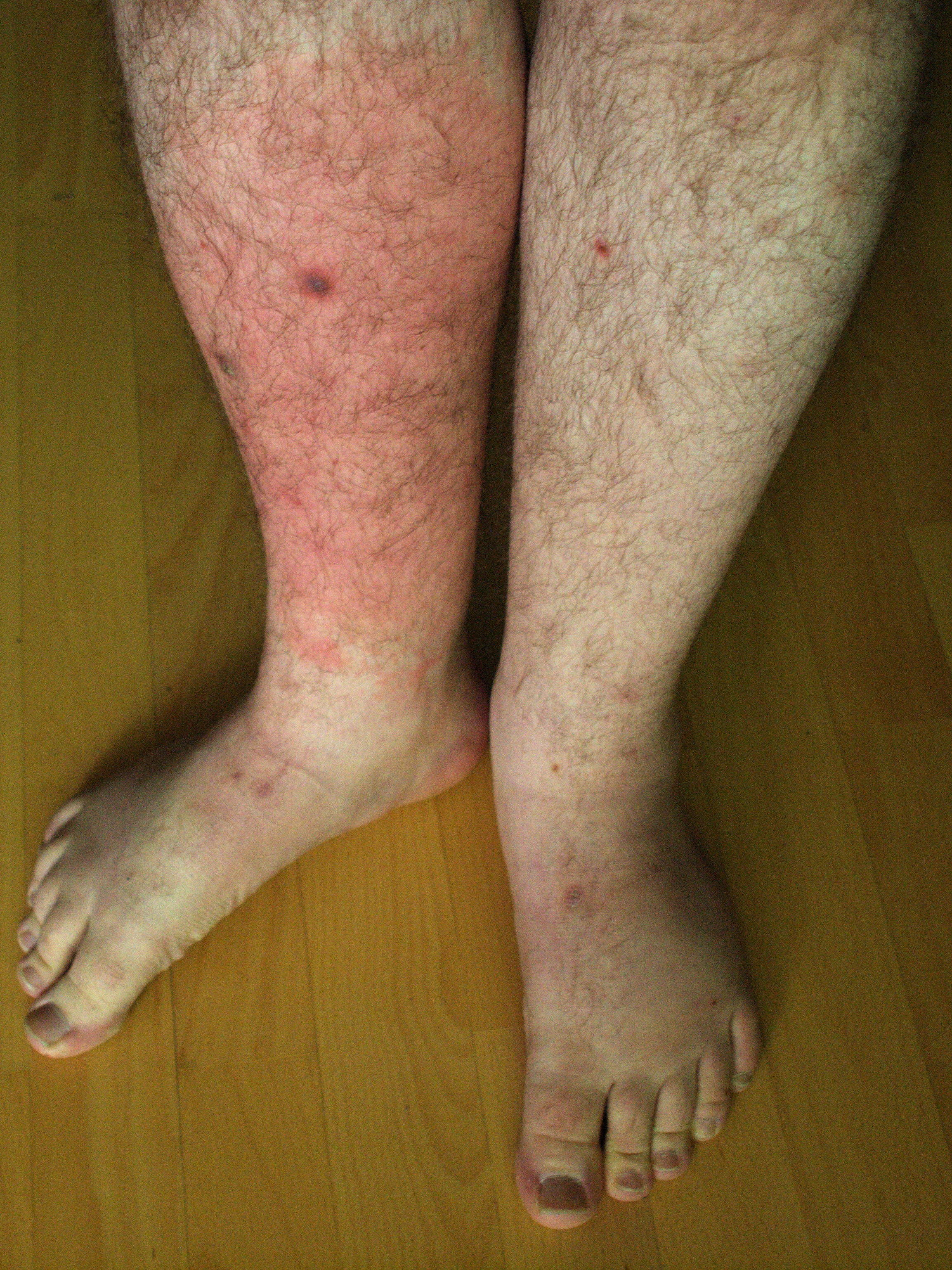
Cerca de 75% dos casos são nas pernas.

A maioria dos casos de erisipela são por Streptococcus pyogenes (um estreptococo do grupo A, beta-hemolítico), embora estreptococos do grupo C e G também podem ser o agente causador como o Streptococcus agalactiae, um estreptococo do grupo B. Costumava ser mais comum no rosto, mas agora as pernas são afetadas com mais frequência. A erupção cutânea é causada por exotoxina, e não pela própria bactéria que se encontra em áreas onde não há sintomas. Por exemplo, a infecção pode estar no nariz e garganta, mas a erupção cutânea aparecer na face e nos braços.
É menos comum, mas também pode ser causada por Klebsiella pneumoniae, H. influenzae tipo B, Yersinia enterocolitica e Moraxella.
Lesões na pele como infecção fúngica, picadas de inseto, mordidas e cirurgias podem servir de porta de entrada para as bactérias.

## Sinais e sintomas

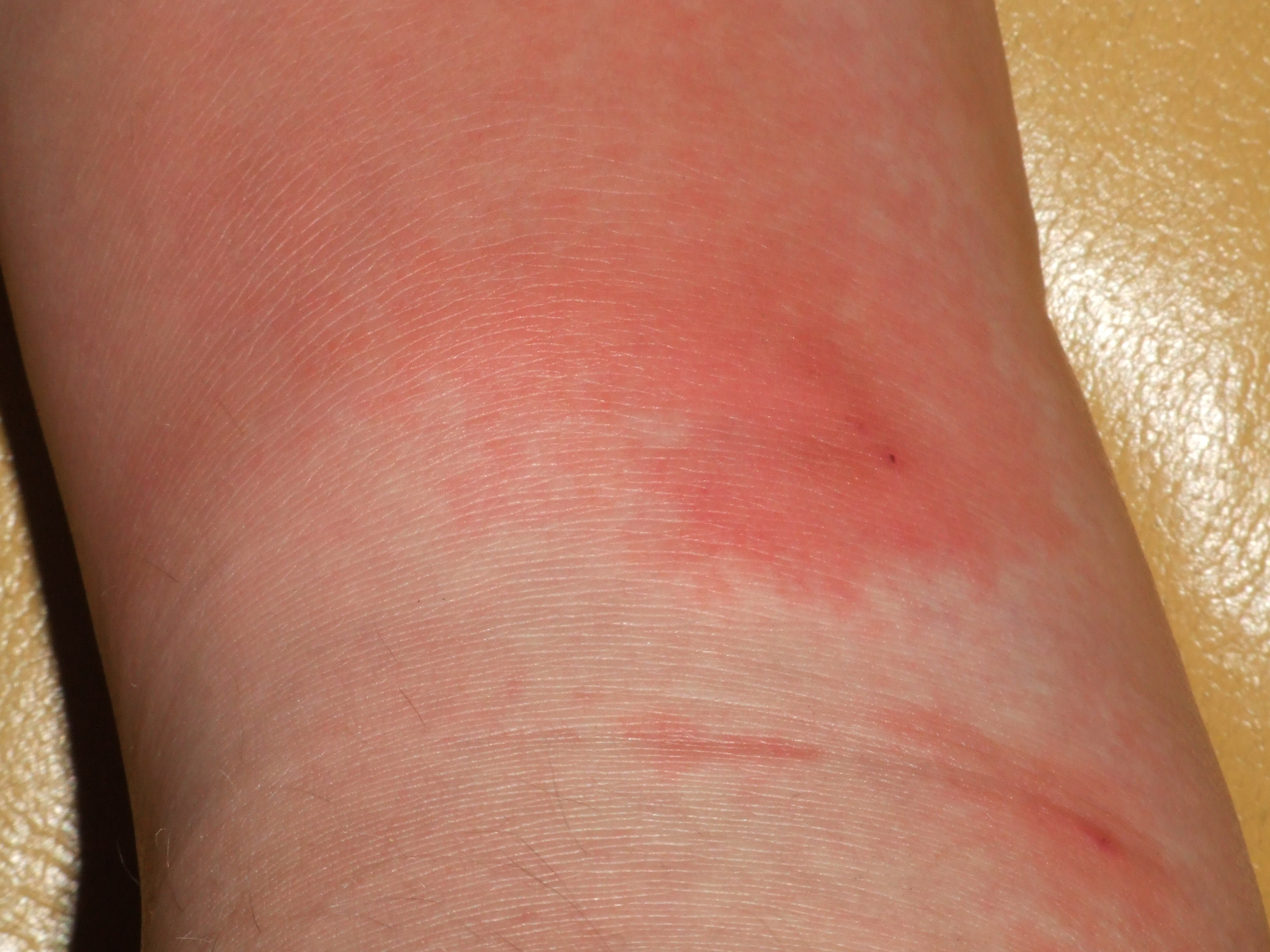
Braço com erispela

É comum ser precedido de febre, náusea e dores musculares, conforme a bactéria infecta nariz ou garganta. A toxina dessa bactéria causa uma placa bem vermelha e inchada de bordas bem delimitadas, quente, sensíveis e que pode doer ao toque. Atinge principalmente as pernas, braços, dedos e rosto. Resulta de uma infecção cutânea ou subcutâneo, similar a celulite, porém mais superficial e afetando vasos linfáticos da derme e formando um edema bem delimitado. É possível encontrar gânglios inchados nessa área durante o exames físico. 
Normalmente começa a regredir em 7 a 10 dias, mas em casos severos aparecem vesículas, bolhas, úlceras, abscessos e necrose na área vermelha e inchada (placa eritematosa).

## Epidemiologia
É mais comum em pessoas com diabetes mellitus, problemas cardiovasculares, imunodeprimidos ou imunossuprimidos, alcoolistas, obesos ou idosos. 

## Tratamento
O tratamento geralmente é feito com penicilina V, em casos severos pode-se usar penicilina G. Outras alternativas incluem doxiciclina (no caso de Staphylococcus),  ceftriaxona, cefazolina ou em caso de resistências usar vancomicina. Há uma crescente resistência dos Streptococcus tipo A aos macrólidos. Bolsas de gelo e analgésicos podem ajudar a reduzir o desconforto.
Após o início da terapêutica, a maioria dos casos resolve sem deixar cicatrizes, mas em cerca de 25% dos casos há reincidência (aparece de novo) e em alguns casos deixa a pele do local descamada por muitos anos.